# Île de Rangiport
L’île de Rangiport est une île fluviale de la Seine, longue de 1,5 km environ, située dans les Yvelines entre Gargenville sur la rive droite et Épône et Mézières-sur-Seine sur la rive gauche. Elle est rattachée administrativement à la commune de Gargenville.

## Géographie

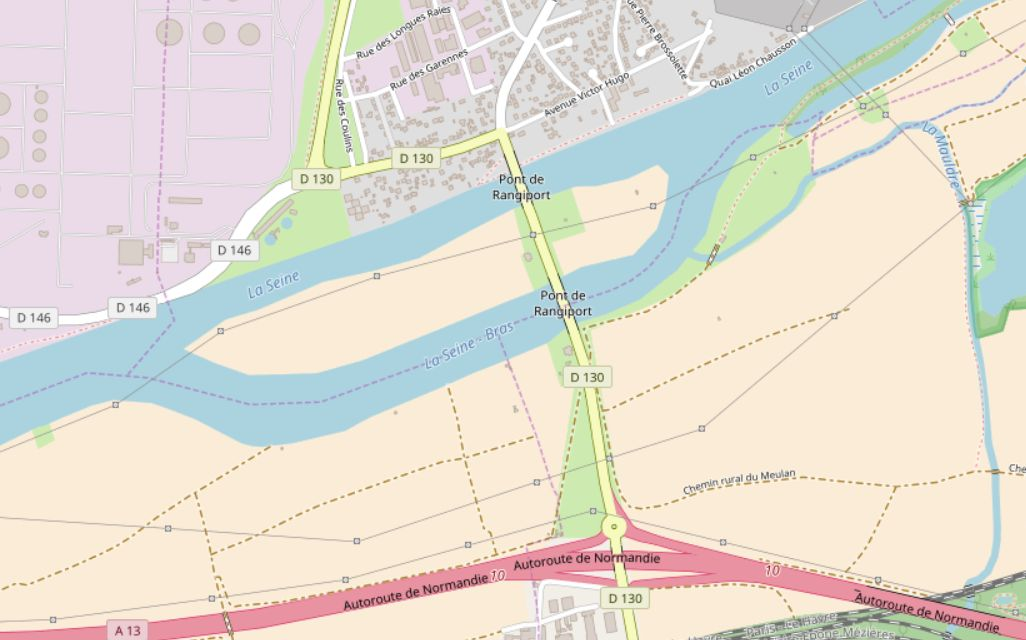
Carte de l'île (OpenStreetMap).

L'île de Rangiport est traversée par la route départementale 130 qui emprunte deux ponts métalliques à poutre en treillis. Elle fait face dans sa partie amont à l'embouchure de la Mauldre.
Elle se trouve sur le tracé d'un projet de voie rapide destiné à relier Cergy-Pontoise à l'autoroute A13. Ce tracé est l'une des variantes du projet de bouclage de la Francilienne soumis au débat public au cours du premier semestre 2006.

## Règlement d'urbanisme
Dans le cadre du PLUI (plan local d'urbanisme intercommunal) de la commune de Gargenville, l'île de Rangiport est classée en zone NSn, c'est-à-dire que c'est une île à caractère naturel qu'il y a lieu de préserver.

## Économie
L'île de Rangiport est consacrée à l'agriculture (notamment le maïs irrigué et la culture maraîchère). Elle est inhabitée à l'exception d'un restaurant (hôtel-restaurant de l'Île) situé entre les deux ponts.